# Miriam Ruth Boyadjian
Miriam Ruth Boyadjian (Comodoro Rivadavia, 6 de agosto de 1966) es una política argentina, senadora nacional del Movimiento Popular Fueguino por la provincia de Tierra del Fuego entre 2015 y 2019. Ocupa cargos electivos desde diciembre de 2007.   

## Carrera política
Boyadjian pertenece al Movimiento Popular Fueguino (MPF), partido que tiene la experiencia de haber sido protagonista de los primeros pasos institucionales que dio formalmente la provincia más austral del país. Realizó desde el Senado una férrea defensa de la industria fueguina, que se plasmó como síntesis en un proyecto de ley para la ampliación hasta el 2073 del subrégimen de promoción industrial bajo el amparo de la Ley 19.640. Acompañó el proyecto que crea el régimen de tarifa social para los habitantes de la Patagonia. Desplegó una agenda sostenida para la ratificación de soberanía argentina en Malvinas a través de proyectos, reuniones con miembros de Cancillería  y participación en foros internacionales como el Comité de Descolonización de la ONU. 

### Proyectos y participación
Como presidenta de la Comisión de Población defendió los derechos de las personas más vulnerables y excluidas. Presentó un proyecto para garantizar la gratuidad y continuidad del servicio eléctrica enfermos electrodependientes, otro para reconocer la Lengua de Señas Argentina, un proyecto para adecuar los requisitos de acceso a beneficios para personas con discapacidad, un proyecto de “ciudades amigables”,  y acompañó la Ley de Donación de Alimentos, la Ley Justina, Ley Brisa y de Egreso Asistido. También tuvo una destacada participación durante el debate del Proyecto IVE, manifestando su postura en defensa las dos vidas.
Boyadjian es la fundadora e inspiradora de la Fundación Valores, que tiene como objetivo sembrar actitudes de respeto y reglas de convivencia ciudadana, como así también  prevenir situaciones de violencia entre los jóvenes y adolescentes. La Fundación tiene sus orígenes  en la campaña “Rio Grande en Valores”, (año 2006) cuya frase inspiradora era “+ Respeto - Maltrato” . Boyadjian ocupaba en ese entonces el cargo de Concejal y la campaña se basaba en talleres coordinados por un grupo de voluntarios que se comprometieron en lograr un verdadero cambio social positivo para su Ciudad.
Actualmente la Fundación ha emprendido nuevos desafíos, como la campaña “Más qué palabras”, consistente en la recolección de indumentaria, alimentos y otros productos que se distribuyen en otras ONG o a familias en situación de vulnerabilidad. También realiza jornadas de “Liderazgo +” para que jóvenes y adultos se involucren en temas de política social